# 日本の短期大学校一覧
日本の短期大学校一覧（にほんのたんきだいがっこういちらん）は、日本にある短期大学校の一覧。

## 主な短期大学校

### 職業訓練施設

#### 公共職業能力開発施設
独立行政法人高齢・障害・求職者雇用支援機構立職業能力開発短期大学校
- 東北職業能力開発大学校附属青森職業能力開発短期大学校
- 東北職業能力開発大学校附属秋田職業能力開発短期大学校
- 関東職業能力開発大学校附属千葉職業能力開発短期大学校
- 北陸職業能力開発大学校附属新潟職業能力開発短期大学校
- 北陸職業能力開発大学校附属石川職業能力開発短期大学校
- 東海職業能力開発大学校附属浜松職業能力開発短期大学校
- 近畿職業能力開発大学校附属京都職業能力開発短期大学校
- 近畿職業能力開発大学校附属滋賀職業能力開発短期大学校
- 四国職業能力開発大学校附属高知職業能力開発短期大学校
- 中国職業能力開発大学校附属島根職業能力開発短期大学校
- 中国職業能力開発大学校附属福山職業能力開発短期大学校
- 九州職業能力開発大学校附属川内職業能力開発短期大学校
- 港湾職業能力開発短期大学校神戸校
- 港湾職業能力開発短期大学校横浜校

都道府県立職業能力開発短期大学校
- 岩手県立産業技術短期大学校
  - 岩手県立産業技術短期大学校水沢校
- 山形県立産業技術短期大学校
  - 山形県立産業技術短期大学校庄内校
- 福島県立テクノアカデミー
  - 郡山職業能力開発短期大学校
  - 浜職業能力開発短期大学校
  - 会津職業能力開発短期大学校
- 茨城県立産業技術短期大学校
- 神奈川県立産業技術短期大学校
- 山梨県立産業技術短期大学校
- 長野県工科短期大学校
  - 長野県南信工科短期大学校
- 岐阜県立国際たくみアカデミー職業能力開発短期大学校
- 広島県立技術短期大学校
- 熊本県立技術短期大学校
- 大分県立工科短期大学校

#### 事業主等による職業訓練施設（廃止施設を含む）
- 職業能力開発短期大学校東京建築カレッジ
- 高知県建設職業能力開発短期大学校
- 熊本職業訓練短期大学校
- 山形工科短期大学校
- 匠短期大学校
- 滋賀県調理短期大学校
- 千秋庵製菓短期大学校
- セイコーエプソン工科短期大学校
- 鹿児島ホテル短期大学校
- デンソー工業技術短期大学校（現・デンソー工業学園）
- 日本情報処理短期大学校
- パナソニック電工工科短期大学校
- マツダ工業技術短期大学校
- 中電工技術短期大学校
- トーエネック技術短期大学校
- プレス工業技術短期大学校
- 奈良調理短期大学校
- 関東自動車工科短期大学校（関東自動車工業)
- 岡山和服短期大学校（職業訓練法人岡山和服短期大学校）

### 農業者研修教育施設
- 福島県農業総合センター農業短期大学校

### 船員養成のための施設
- 国立清水海上技術短期大学校
- 国立宮古海上技術短期大学校
- 国立波方海上技術短期大学校
- 国立小樽海上技術短期大学校(2021年度より)
- 国立唐津海上技術短期大学校(2024年度より)